# Franziska van Almsick
Franziska van Almsick (Berlín Est, República Democràtica Alemanya, 5 d'abril de 1978) és una nedadora alemanya, ja retirada, guanyadora de deu medalles olímpiques, entre 1992 i 2004.
Començà a practicar la natació amb cinc anys, especialitzant-se en la modalitat de crol. Guanya diverses competicions en categories de formació. Participà amb catorze anys als Jocs Olímpics de Barcelona 1992, aconseguint dues medalles d'argent (200 m lliures i 4x100 m estils) i dues de bronze (100 m lliures i 4x100 m lliures)
En els Jocs Olímpics d'Estiu de 1996 realitzats a Atlanta aconseguí guanyar la medalla de plata en la prova de relleus 4x200 metres lliures i en la prova de 200 metres lliures, així com la medalla de bronze en els relleus 4x10 metres lliures. En aquests mateixos Jocs finalitzà cinquena en la prova dels 100 metres lliures femenins i sisena en els relleus 4x100 metres estils amb l'equip alemany. En els Jocs Olímpics d'Estiu de 2000 realitzats a Sydney (Austràlia) únicament pogué guanyar la medalla de bronze en la prova de relleus 4x200 metres lliures, finalitzant quarta en les proves dels relleus 4x100 metres lliures i relleus 4x100 metres estils, a més d'onzena en els 200 metres lliures, dissetena en els 100 metres papallona i vint-i-vuitena en els 200 metres papallona. En els Jocs Olímpics d'Estiu de 2004 realitzats a Atenes (Grècia), els seus últims Jocs, aconseguí guanyar les medalles de bronze en les proves de relleus 4x200 metres lliures i relleus 4x100 metres estils, a més de finalitzar quarta en els relleus 4x100 metres lliures i cinquena en els 200 metres lliures.
Al llarg de la seva carrera ha guanyat sis medalles en el Campionat del Món de natació, dues medalles de cada metall, així com 21 medalles en el Campionat d'Europa de natació, entre elles 18 medalles d'or. En el Campionat del Món de natació en piscina curta ha guanyat una medalla i en el Campionat d'Europa de natació en piscina curta ha guanyat 5 medalles. Va retirar-se de la competició el 2004
Entre d'altres reconeixements, fou escollida nedadora mundial de l'any 1993 per la revista Swimming World Magazine i millor nedadora europea dels anys 1993, 1994 i 2002.

## Palmarès
Campionats del Món
- 1 medalla d'or en 200 m lliures: 1994
- 1 medalla d'or en 4x200 m lliures: 1998
- 1 medalla d'argent en 4x100 m lliures: 1998
- 1 medalla d'argent en 4x200 m lliures: 1994
- 1 medalla de bronze en 100 m lliures: 1994
- 1 medalla de bronze en 4x100 m lliures: 1994

Campionats d'Europa
- 1 medalla d'or en 50 m lliures: 1993
- 3 medalles d'or en 100 m lliures: 1993, 1995 i 2002
- 2 medalles d'or en 200 m lliures: 1993 i 2002
- 3 medalles d'or en 4x100 m lliures: 1993, 1995, 1999 i 2002
- 3 medalles d'or en 4x200 m lliures: 1993, 1995, 1999 i 2002
- 3 medalles d'or en 4x100 m estils: 1993, 1995 i 2002
- 1 medalla d'argent en 50 m lliures: 1995
- 1 medalla d'argent en 100 m papallona: 1993
- 1 medalla d'argent en 4x100 m estils: 1999